# (4235) Tatishchev
(4235) Tatishchev est un astéroïde de la ceinture principale.

## Description
(4235) Tatishchev est un astéroïde de la ceinture principale. Il fut découvert le 27 septembre 1978 à Nauchnyj par Lioudmila Tchernykh. Il présente une orbite caractérisée par un demi-grand axe de 2,98 UA, une excentricité de 0,04 et une inclinaison de 1,2° par rapport à l'écliptique.

## Compléments